# شوهی ساساهارا
شوهی ساساهارا (انگلیسی: Shuhei Sasahara؛ زادهٔ ۱۲ نوامبر ۱۹۹۶) بازیکن فوتبال اهل ژاپن است.
از باشگاه‌هایی که در آن بازی کرده‌است می‌توان به باشگاه فوتبال ساگان توسو اشاره کرد.